# Lưu Dương
Lưu Dương (chữ Hán giản thể: 浏阳市) là một thành phố cấp huyện thuộc địa cấp thị Trường Sa, tỉnh Hồ Nam, Cộng hòa Nhân dân Trung Hoa. Huyện cấp thị này được thành lập ngày 10 tháng 2 năm 1993:41, có diện tích 4.999 km², dân số năm 2002 là 1,32 triệu người. Mã số bưu chính là 410300, mã vùng điện thoại là 0731. Về mặt hành chính, huyện cấp thị này được chia thành 4 nhai đạo, 27 trấn, 1 hương.
- Nhai đạo: Quan Khẩu, Hà Hoa, Hoài Xuyên, Tập Lý.
- Trấn: Bách Gia, Bắc Thịnh, Tranh Xung, Trừng Đàm Giang, Thuần Khẩu, Đạt Hử, Đại Vi Sơn, Đại Dao, Động Dương, Cổ Cảng, Quan Độ, Kim Cương, Long Phục, Phổ Tích, Sa Thị, Xã Cảng, Thái Bình Kiều, Văn Gia Thị, Duyên Khê, Vĩnh An, Vĩnh Hòa, Trương Phường, Trấn Đầu, Trung Hòa, Cao Bình, Cát Gia, Quan Kiều.
- Hương: Tiểu Hà.